# Gogo arcuatus
Gogo arcuatus är en fiskart som beskrevs av Ng och Sparks 2005. Gogo arcuatus ingår i släktet Gogo och familjen Anchariidae. Inga underarter finns listade i Catalogue of Life.